# Abdu al-Hamuli

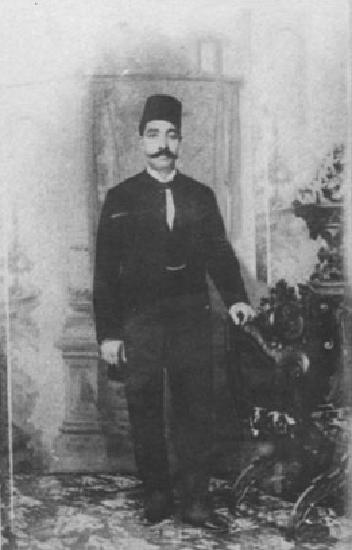
Abdu al-Hamuli

ʿAbduh al-Hamūlī (arabisch عبده الحمولي, DMG ʿAbduh al-Ḥamūlī; * 1854 in Tanta; † 12. Mai 1901 in Kairo) war ein traditioneller arabischer Sänger und Musiker aus Ägypten.
Abdu al-Hamuli ging nach einem Studium der Klassischen arabischen Musik sowie verschiedener arabischer Instrumente nach Kairo und gründete dort ein Orchester. Besonders beschäftigte er sich dann mit der Oud und der Türkischen Kunstmusik. Er übte großen Einfluss auf die Entwicklung der arabischen Musik, besonders auf ihre Gesangsformen, aus. Dies zeigte sich vor allem in der Behandlung der Maqamat und der freien Improvisation zwischen den einzelnen Abschnitten eines Liedes.